# 汶川大地震死难学生调查活动
汶川大地震死难学生调查活动是民間統計汶川地震倒塌學校、統計遇難學童名單的調查，由艺术家艾未未发起的由志愿者参与，以「公民调查」名義運作。

## 经过
2008年5月12日，汶川大地震发生，媒体披露有大量师生死于坍塌校舍之下。震后，四川省政府拒绝公布遇难学生名单。艺术家、博客写作者艾未未于2008年12月5日汶川大地震在网络上发起了“公民调查”，号召寻找遇难学生具体信息，包括学校、姓名、年龄、班级、家庭住址、家长联系方式。
该活动的原则是尊重512大地震中每一个遇难学生，公示遇难者的个人信息，宗旨是事实、责任和权力。公民调查现在所掌握的遇难学生数据是通过知情者无偿提供或志愿者者实地走访、收集所得到的。
该活动得到网友的积极支持，有数百个志愿者参与了“公民调查”，最终找到有详细信息的地震遇难学生5196名。
艾未未的公民调查以艾未未的个人博客 （页面存档备份，存于）和Google公民调查论坛 （页面存档备份，存于）为组织工具，在艾未未的个人博客和Google公民调查论坛有详细的说明与介绍和关于本次活动的成果。公民调查活动受到中国政府官方的阻扰和干涉、所以有关自愿者的信息不便公开。在公民调查活动组织之初，艾未未在个人博客关于调查活动的一切信息都被新浪网删除。

## 相关作品
一些关于这次活动以及后续的纪录片，例如《老妈蹄花》、《花脸巴儿》、《4851》、《公民调查》等，在互联网上传播。

## 外部連結
- 專題頁面. （原始内容存档于2015-07-03）.，有10多份記錄，其中包括了：

-  (PDF). 2008-05-12～2010-05-12  [2020-07-26]. （原始内容存档 (PDF)于2014-07-03）. 

-  (PDF). 2009年3月～2010年1月  [2020-07-26]. （原始内容存档 (PDF)于2014-07-03）. 

- 媒体对512地震公民调查的采访报道集锦（2009.3-2010.3） （页面存档备份，存于）

- 艾未未在Google Groups上建立的公民调查论坛 （页面存档备份，存于）